# Hamlin County
Hamlin County är ett county i delstaten South Dakota med 5 903 invånare. Den administrativa huvudorten (county seat) är Hayti, South Dakota. Countyt har fått sitt namn efter USA:s vicepresident Hannibal Hamlin.

## Geografi
Enligt United States Census Bureau har countyt en total area på 1 393 km². 1 313 km² av den arean är land och 81 km² är vatten. 

### Angränsande countyn
- Codington County, South Dakota - nord
- Deuel County, South Dakota - öst
- Brookings County, South Dakota - sydost
- Kingsbury County, South Dakota - sydväst
- Clark County, South Dakota - väst

### Städer och samhällen
- Bryant
- Castlewood
- Estelline
- Hayti (huvudort)
- Hazel
- Lake Norden